# Бахлява
Бахлява (Бахлова) (пол. Bachlawa) — село в Польщі, у гміні Лісько Ліського повіту Підкарпатського воєводства. Давнє українське село на перетині етнічних українських територій Лемківщини і Бойківщини.
Населення — 239 осіб (2011).

## Історія
Поселення існує, як мінімум, з 1376 року, коли воно було частиною села Терпичів на руському праві. Руські землі потрапляють до польської корони і король поступово роздає їх своїм підданим васалам. Так, з 1427 року Терпичів, разом із басейном р. Гочівка належав Матяшу зі Збойська (Сяноцького повіту), родоначальнику роду Балів. У власності Балів — до половини XVII століття. З XVII століття називається Бахлова — від прізвища власників.
У 1772—1918 роках — у складі Австрії й Австро-Угорщини, провінція Королівство Галичини та Володимирії.
На 1785 рік село мало 3,96 км² земельних угідь, населення — 121 греко-католик, 19 римо-католиків і 10 юдеїв.
На 1787 рік австрійські кадастрові відомості містять інформацію про наступні прізвища жителів села:
Бабич (2 родини), Баб'як, Гошак (2 родини), Дидзь, Губиш (2 родини), Дубиль, Іванчишин, Олеярчик, Рокон, Старовський, Цапар.
Чисельність греко-католицької парафії: 1840 — 156 осіб, 1859 — осіб, 1879 — 185 осіб, 1899 — 251 особа, 1926 — 293 особи, 1936 — 312 осіб.
Власної церкви в селі не було. Парафія була у с. Гочів (Балигородський деканат Перемишльської єпархії).
У 1919—1939 роках — у складі Польщі. Село належало до Ліського повіту Львівського воєводства, у 1934—1939 роках у складі ґміні Гочев.  Станом на 1 січня 1939 року у селі мешкало 290 осіб, з них 250 українців-грекокатоликів, 35 українців-римокатоликів та 5 євреїв.
Протягом 1946—1947 років все українське населення було насильно переселене до СРСР чи новонадбані північні райони Польщі.
У 1975—1998 роках село належало до Кросненського воєводства.

## Демографія
Демографічна структура станом на 31 березня 2011 року:
|          | Загалом | Допрацездатний вік | Працездатний вік | Постпрацездатний вік |
| -------- | ------- | ------------------ | ---------------- | -------------------- |
| Чоловіки | 119     | 32                 | 78               | 9                    |
| Жінки    | 120     | 32                 | 70               | 18                   |
| Разом    | 239     | 64                 | 148              | 27                   |